# Брова Горден Миколайович
Го́рден Миколайович Брова (нар. 8 квітня 1991, Соледар) — український волейболіст, який грає на позиції ліберо, гравець житомирського клубу «Житичі» і збірної України.

## Життєпис
Народився 8 квітня 1991 року в м. Соледарі.
Виступав за ВСК «Юридична академія» (м. Харків), провів 7 сезонів в складі Юристів.  
Сезон 2016-2017 розпочав у складі «Барком-Кажани» з Львова. Здобув чотири Кубки України, чотири Суперкубки України та тричі «золото» чемпіонату України.. 
Сезон 2021-2022 та 2022-2023 провів у складі СК «Епіцентр-Подоляни» з Городка.
В сезоні 2023-2024 поповнив склад  дніпровського СК «Прометея». 
Сезон 2024-2025 розпочав в складі «Житичі-Полісся» з Житомира.

### Збірній
Від 2017 року входить до складу збірної України. 
У складі чоловічої збірної України переможець  Золотої Євроліги 2017. 

## Досягнення

### Клубні
Україна 
- Чемпіон Вищої Ліги України: 2013-2014.
- Чемпіон України (5):  2017-2018, 2018-2019, 2020-2021, 2021-2022, 2023-2024.
- Срібний призер України (2): 2016-2017, 2022-2023.
- Бронзовий призер України (2): 2014-2015, 2015-2016.

- Переможець Кубка України (5): 2016-2017, 2017-2018, 2018-2019, 2020-2021, 2022-2023.
- Фіналіст Кубка України (2): 2014-2015, 2023-2024.
- Переможець Суперкубка України (4):

2016, 2018, 2019, 2020. 
- Фіналіст Суперкубка України (3): 2017, 2021, 2024.

### У збірній
- Чемпіон Євроліги: 2017.
- Фіналіст Євроліги: 2023.

### Індивідуальні
- Найкращий ліберо Кубка України 2016-2017.
- Найкращий ліберо Чемпіонату України 2016-2017.
- Найкращий ліберо Чемпіонату України 2017-2018.
- Найкращий ліберо Чемпіонату України 2018-2019.
- Найкращий ліберо Чемпіонату України 2020-2021.
- MVP Кубка України 2022-2023.